# Dosso
Dosso é uma cidade no sudoeste do Níger. É a capital da região de Dosso.